# Gymnodia
Gymnodia is een geslacht van insecten uit de familie van de Echte vliegen (Muscidae), die tot de orde tweevleugeligen (Diptera) behoort.

## Soorten
- G. arcuata (Stein, 1898)
- G. cilifera (Malloch, 1920)
- G. debilis (Williston, 1896)
- G. humilis (Zetterstedt, 1860)